# Bobosjevo
Bobosjevo (Bulgaars: Бобошево) is een klein stadje in het westen van Bulgarije in de gelijknamige gemeente Bobosjevo in de  oblast  Kjoestendil. De stad Bobosjevo telde op 31 december 2018 zo’n 1.100 inwoners, terwijl de gemeente Bobosjevo, waarbij ook de omliggende 11 dorpen bij worden opgeteld, 2.597 inwoners had. Nagenoeg alle inwoners zijn etnische Bulgaren.
De dichtstbijzijnde grote steden zijn bijvoorbeeld Doepnitsa (14 kilometer),  Blagoëvgrad (17 kilometer),  Kjoestendil (30 kilometer) en de hoofdstad  Sofia (65 kilometer). 

## Ligging
De stad Bobosjevo ligt ongeveer 75 km ten zuiden van  Sofia en ongeveer 65 km van de belangrijkste skibestemming van Bulgarije, namelijk Bansko. Ongeveer 4 km van Bobosjevo is de hoofdweg die  Sofia verbindt met de  Griekse grens.
Bobosjevo ligt in het lagere deel van het Rilagebergte, in de vruchtbare vallei van de rivier de Strymon.  Dankzij de gunstige ligging en het milde klimaat is het gebied al sinds de oudheid bevolkt.

## Geschiedenis
De regio Bobosjevo staat ook bekend als het 'Bulgaarse Jeruzalem' samen met de regio Ohrid vanwege de aanwezigheid van kerken en kloosters, waarvan de meeste dateren uit de  zestiende,  zeventiende en achttiende eeuw.

## Heden
Tegenwoordig is Bobosjevo een rustig stadje met pittoreske huizen, een paar theehuizen en bars.